# Roc de la Charbonnière
Le roc de la Charbonnière est un sommet de France situé dans le massif du Beaufortain, en Savoie.

## Géographie
Culminant à 2 738 mètres d'altitude, il constitue l'extrémité septentrionale du rempart montagneux de la Grande Paréi, l'extrémité méridionale étant constituée de la pointe de la Portette. Il fait face à la Pierra Menta sur la même ligne de crête au nord-nord-est et domine le col du Coin à l'ouest, le lac d'Amour au nord-ouest et le col de la Charbonnière au sud-est.

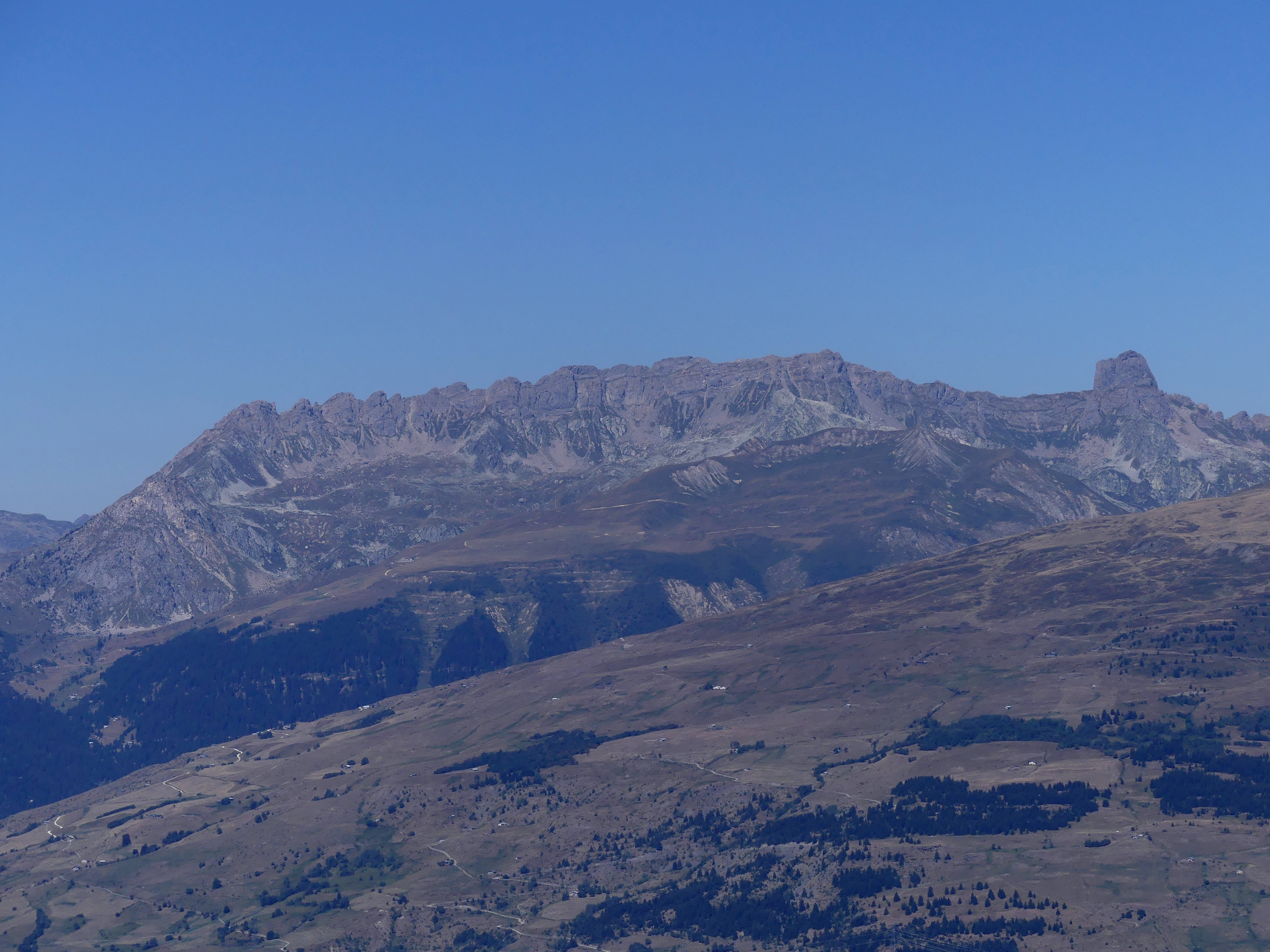
La Grande Paréi encadrée à gauche par la pointe de la Portette et à droite par le roc de la Charbonnière avec la Pierra Menta à droite depuis Peisey-Vallandry au sud-est ; au premier plan, les pentes du dôme de Vaugelaz.

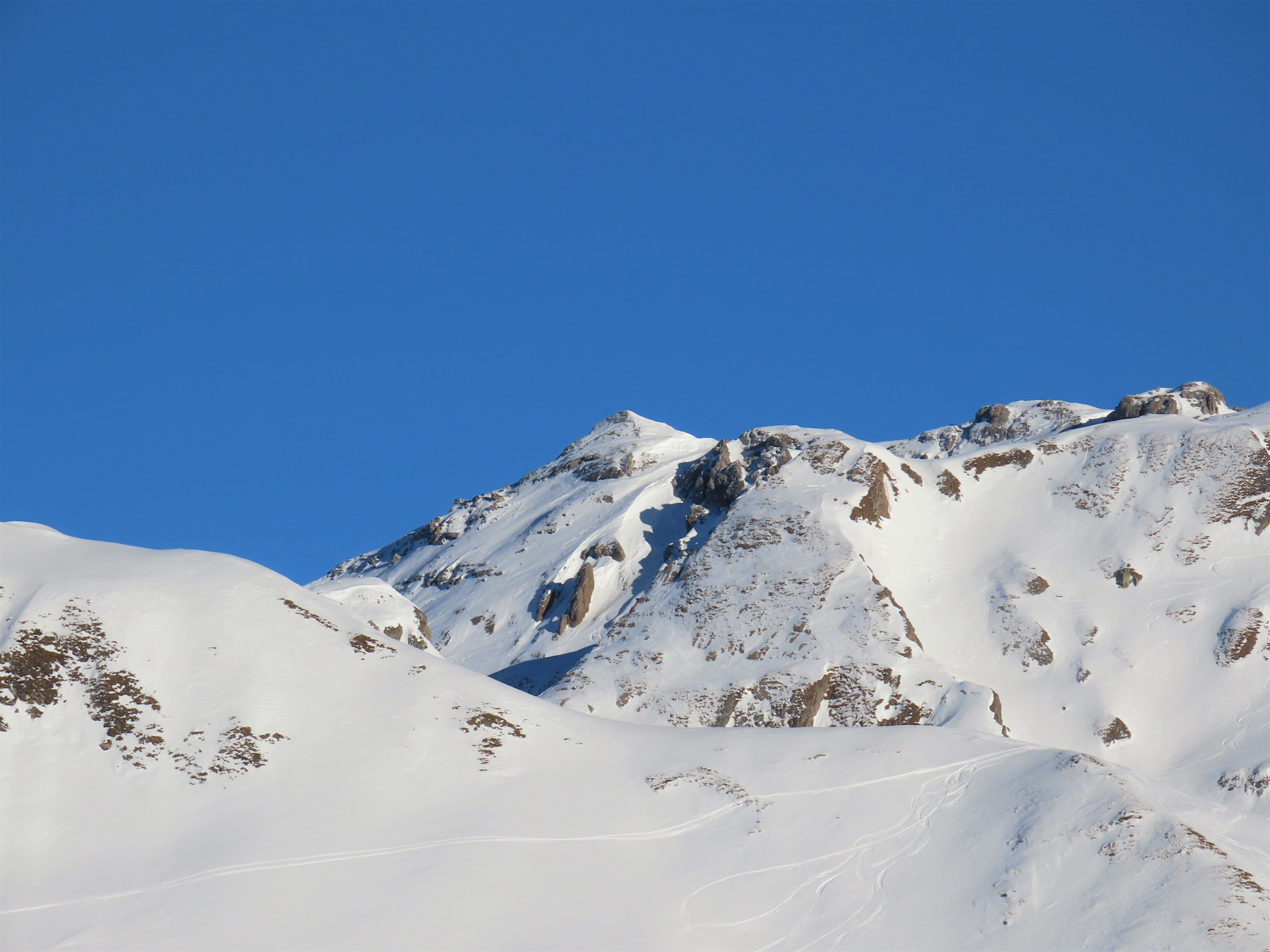
Vue hivernale du roc de la Charbonnière depuis la croix du Berger au sud-ouest.